# 24-Stunden-Motorradrennen von Le Mans

Der heutige Streckenverlauf

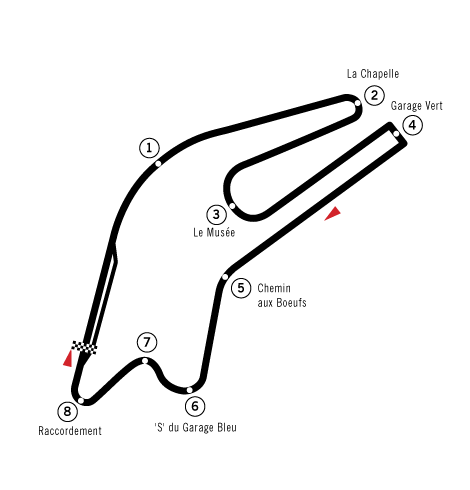
Der Circuit Bugatti 1987 vor dem Umbau des Dunlop-Bogens

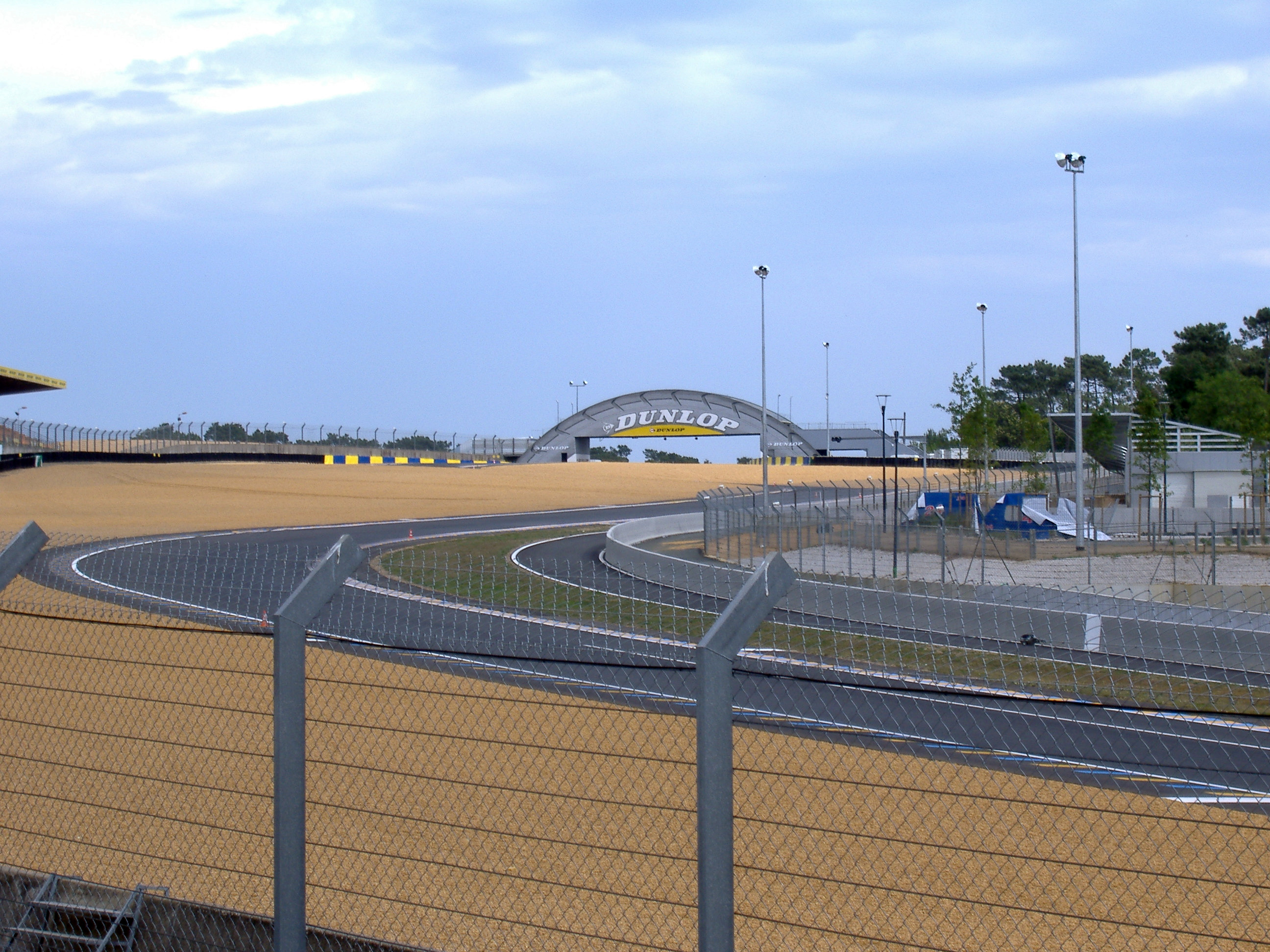
Der Dunlop-Bogen im Jahr 2006

Das 24-Stunden-Motorradrennen von Le Mans (24 Heures du Mans moto) ist ein Motorrad-Langstreckenrennen, das seit 1978 auf dem Circuit Bugatti im französischen Le Mans ausgetragen wird.
Das Rennen wird von dem Automobile Club de l’Ouest (ACO) organisiert und ist Teil der FIM Endurance World Championship. Es bildet seit einigen Jahren den Saisonauftakt der EWC.

## Geschichte
Als der Bol d’Or nach der Rennsaison 1977 vom Circuit Bugatti, auf dem er seit 1971 ausgetragen wurde, zum Circuit Paul Ricard umzog, rief der Automobile Club de l’Ouest das 24-Stunden-Motorrad-Rennen von Le Mans für Motorräder ins Leben. Neben dem 8-Stunden-Rennen von Suzuka und dem Bol d’Or avancierte dieses Rennen zu einem der Langstrecken-Klassiker des Motorradrennsports.

## Ablauf des Rennwochenendes
Donnerstag
- Freies Training, 1. Qualifying, Nachttraining

Freitag
- 2. Qualifying, Superpole

Samstag
- Warm-up, Start des Rennens um 15 Uhr

Sonntag
- Rennende um 15 Uhr, Siegerehrung

## Siegerliste

### 1000 km du Mans
| Jahr | Fahrer 1             | Fahrer 2           | Hersteller / Team |
| ---- | -------------------- | ------------------ | ----------------- |
| 1969 | Christian Ravel      | Pierre-Louis Tebec | Kawasaki          |
| 1970 | Éric Offenstadt      | Christian Ravel    | Kawasaki          |
| 1971 | Georges Fougeray     | Christian Léon     | Honda             |
| 1972 | Georges Fougeray     | Jacques Luc        | Honda             |
| 1973 | Jean-François Baldé  | Christian Léon     | Kawasaki          |
| 1974 | Gérard Choukroun     | Roger Ruiz         | Kawasaki          |
| 1975 | Christian Huguet     | Roger Ruiz         | Kawasaki          |
| 1976 | Jean-François Baldé  | Gilles Husson      | Kawasaki          |
| 1977 | Jean-Claude Chemarin | Christian Léon     | Honda             |

### 24-Stunden-Motorradrennen von Le Mans
| Jahr | Fahrer 1              | Fahrer 2              | Fahrer 3              | Hersteller / Team |
| ---- | --------------------- | --------------------- | --------------------- | ----------------- |
| 1978 | Jean-Claude Chemarin  | Christian Léon        | —                     | Honda             |
| 1979 | Jean-Claude Chemarin  | Christian Léon        | —                     | Honda             |
| 1980 | Marc Fontan           | Hervé Moineau         | —                     | Honda             |
| 1981 | Jean-Claude Chemarin  | Christian Huguet      | —                     | Kawasaki          |
| 1982 | Pierre-Étienne Samin  | Dominique Pernet      | —                     | Suzuki            |
| 1983 | Gérard Coudray        | Jacques Cornu         | Sergio Pellandini     | Kawasaki          |
| 1984 | Dirk Brand            | Henk van der Mark     | —                     | Suzuki            |
| 1985 | Bernard Millet        | Guy Bertin            | Philippe Guichon      | Suzuki            |
| 1986 | Alex Vieira           | Gérard Coudray        | Patrick Igoa          | Honda             |
| 1987 | Alex Vieira           | Jean-Michel Mattioli  | Jean-Louis Battistini | Honda             |
| 1988 | Alex Vieira           | Jean-Michel Mattioli  | Christophe Bouheben   | Honda             |
| 1989 | Alex Vieira           | Jean-Michel Mattioli  | Roger Burnett         | Honda             |
| 1990 | Alex Vieira           | Jean-Michel Mattioli  | Stéphane Mertens      | Honda             |
| 1991 | Philippe Monneret     | Bruno Bonhuil         | Rachel Nicotte        | Yamaha            |
| 1992 | Terry Rymer           | Carl Fogarty          | Michel Simul          | Kawasaki          |
| 1993 | Adrien Morillas       | Brian Morrison        | Wilfried Veille       | Kawasaki          |
| 1994 | Adrien Morillas       | Jean-Louis Battistini | Terry Rymer           | Kawasaki          |
| 1995 | Alex Vieira           | Rachel Nicotte        | Brian Morrison        | Honda             |
| 1996 | Jehan d’Orgeix        | Piergiorgio Bontempi  | Brian Morrison        | Kawasaki          |
| 1997 | Doug Polen            | Juan-Eric Gomez       | Peter Goddard         | Suzuki            |
| 1998 | Bertrand Sébileau     | Thierry Paillot       | Igor Jerman           | Kawasaki          |
| 1999 | Bertrand Sébileau     | Steve Hislop          | Chris Walker          | Kawasaki          |
| 2000 | Sébastien Charpentier | William Costes        | Sébastien Gimbert     | Honda             |
| 2001 | Christophe Guyot      | Sébastien Scarnato    | Nicolas Dussauge      | Suzuki            |
| 2002 | Jean-Michel Bayle     | Sébastien Gimbert     | Nicolas Dussauge      | Suzuki            |
| 2003 | Brian Morrison        | Philippe Dobé         | Vincent Philippe      | Suzuki            |
| 2004 | Stéphane Chambon      | Keiichi Kitagawa      | Warwick Nowland       | Suzuki            |
| 2005 | David Checa           | William Costes        | Sébastien Gimbert     | Yamaha            |
| 2006 | Olivier Four          | Frédéric Protat       | Daniel Ribalta-Bosch  | Honda             |
| 2007 | William Costes        | Guillaume Dietrich    | Max Neukirchner       | Suzuki            |
| 2008 | William Costes        | Guillaume Dietrich    | Barry Veneman         | Suzuki            |
| 2009 | Igor Jerman           | Steve Martin          | Gwen Giabbani         | Yamaha            |
| 2010 | Julien Da Costa       | Olivier Four          | Grégory Leblanc       | Kawasaki          |
| 2011 | Julien Da Costa       | Olivier Four          | Grégory Leblanc       | Kawasaki          |
| 2012 | Julien Da Costa       | Freddy Foray          | Grégory Leblanc       | Kawasaki          |
| 2013 | Grégory Leblanc       | Fabien Foret          | Nicolas Salchaud      | Kawasaki          |
| 2014 | Vincent Philippe      | Anthony Delhalle      | Erwan Nigon           | Suzuki            |
| 2015 | Vincent Philippe      | Anthony Delhalle      | Étienne Masson        | Suzuki            |
| 2016 | Grégory Leblanc       | Matthieu Lagrive      | Fabien Foret          | Kawasaki          |
| 2017 | Mike Di Meglio        | David Checa           | Niccolò Canepa        | Yamaha            |
| 2018 | Josh Hook             | Freddy Foray          | Alan Techer           | Honda             |
| 2019 | Jérémy Guarnoni       | David Checa           | Erwan Nigon           | Kawasaki          |
| 2020 | Josh Hook             | Freddy Foray          | Mike Di Meglio        | Honda             |
| 2021 | Gregg Black           | Sylvain Guintoli      | Xavier Siméon         | Suzuki            |
| 2022 | Gregg Black           | Sylvain Guintoli      | Xavier Siméon         | Suzuki            |
| 2023 | Josh Hook             | Mike Di Meglio        | Alan Techer           | Honda             |
| 2024 | Gregg Black           | Étienne Masson        | Dan Linfoot           | Suzuki            |
| 2025 | Karel Hanika          | Marvin Fritz          | Jason O’Halloran      | Yamaha            |

### Markensiege
| Siege | Hersteller | Jahre                                                                 |
| ----- | ---------- | --------------------------------------------------------------------- |
| 14    | Kawasaki   | 1981, 1983, 1992–1994, 1996, 1998, 1999, 2010–2013, 2016, 2019        |
| 14    | Suzuki     | 1982, 1984, 1985, 1997, 2001–2004, 2007, 2008, 2014, 2015, 2021, 2022 |
| 13    | Honda      | 1978–1980, 1986–1990, 1995, 2000, 2006, 2018, 2020                    |
| 5     | Yamaha     | 1991, 2005, 2009, 2017, 2025                                          |